# Gabriela Mansilla
Gabriela Mansilla (Merlo, 27 de octubre de 1973) es una escritora y activista LGBT+ argentina, fundadora de la asociación civil Infancias Libres. Escribió el libro Yo nena, yo princesa, sobre la vida de su hija Luana Mansilla y su lucha por ser reconocida y aceptada como una niña transgénero. En 2013, junto a su hija -en ese momento de 5 años-, logró que la presidenta Cristina Fernández de Kirchner dejara sin efecto la decisión judicial que le había negado un documento de identidad femenino, para proceder a emitir un nuevo documento, reconociendo su identidad autopercibida, cumpliendo con la Ley de Identidad de Género sancionada un año antes. De este modo Luana Mansilla se convirtió en la primera niña trans del mundo en ser reconocida por el Estado con la identidad de género acorde a la percibida sin sentencia judicial que lo ordenara. Ha escrito varios libros sobre la identidad trans, como Mariposas libres. Derecho a vivir una infancia trans (2018) y Un mundo donde quepan todes: ESI con perspectiva travesti trans (2021).

## Biografía
En julio de 2007, Gabriela Mansilla tuvo mellizos. A ambos se le asignó el género masculino y fueron nombrados como tales: Manuel y Elías. Durante los dos primeros años fueron criados como varones, según las costumbres en materia de vestimenta, colores, juegos y tratamiento. Antes de cumplir dos años, Manuel comenzó a mostrar disconformidad con ser tratado como varón. A los 20 meses le transmitió esa percepción a Gabriela con la frase «yo nena, yo princesa». Por entonces se sintió muy identificado con la película «La bella y la bestia» y comienza a jugar si fuera «la bella», pidiendo para eso la ropa de Gabriela. Esa conducta se fue consolidando con el paso de los años.
El hecho produjo estrés y desorientación entre los padres y en la familia. Cuando comenzaron a ir al jardín de infantes, el choque se intensificó debido a la postura de la institución de forzar a Manuel a comportarse como un varón. Ella y su esposo consultaron a una psicóloga que, en la misma línea de la escuela, sostuvo que Manuel debía aceptar que era varón, recomendando que los padres debían ser muy rigurosos en los límites, no permitiéndole de ningún modo adoptar actitudes femeninas.
Unos años después, la hermana de Gabriela vio un documental del National Geographic transmitido por televisión, en el que un profesional hablaba de las personas transgénero. Gabriela y el resto de su familia adoptan desde entonces una actitud contenedora y comprensiva frente a la identidad femenina que asumía la niña, en tanto su esposo, presionado por un sentimiento de homofobia se resistía a aceptarlo. Manuel adoptó el nombre de Luana y exigió ser nombrada así y tratada como mujer. Por su parte, el jardín de infantes decidió no aceptar más ambos niños en la institución, que fueron aceptados en una escuela pública, reconociendo la identidad trans de Luana.
La madre tomó contacto con una psicóloga de la Comunidad Homosexual Argentina (CHA), Valeria Paván, quien guio a la familia en la transición de Luana. En 2012 el Congreso Nacional sancionó la Ley de Identidad de Género, habilitando la tramitación de documentos en los que se reconozca el género autopercibido por las personas. Pese a ello, la justicia rechazó el pedido de Luana -quien en ese momento contaba con cinco años- y sus padres de emitir un nuevo documento de identidad, argumentando que era muy chica y debía esperar hasta los ocho años.
La madre recurrió entonces a la entonces presidenta Cristina Fernández de Kirchner quien, en 2013, dejó sin efecto la decisión judicial de negarle el documento femenino, para proceder a emitir un nuevo documento, reconociendo su identidad autopercibida, cumpliendo con la ley sancionada el año anterior. De este modo Luana Mansilla se convirtió en la primera niña trans del mundo en ser reconocida por el Estado con la identidad de género acorde a la percibida sin sentencia judicial que lo ordenara.

## Obra
- Yo nena, yo princesa. Luana la niña que eligió su propio nombre (2016), Ed. UNGS
- Mariposas libres. Derecho a vivir una infancia trans (2018), Ed. UNGS
- Un mundo donde quepan todes: ESI con perspectiva travesti trans (2021), Ed. Chimbote